# Frankrijk op het Eurovisiesongfestival 2022
Frankrijk nam deel aan het Eurovisiesongfestival 2022 in Turijn, Italië, met Fulenn uitgevoerd door Alvan en Ahez. Het was de 64ste deelname van het land aan de competitie. De Franse omroep France Télévisions organiseerde de nationale finale Eurovision France, c'est vous qui décidez ! om de Franse inzending te selecteren voor het songfestival van 2022. Twaalf nummers streden in de nationale finale op 5 maart 2022, waar de winnaar werd gekozen over twee stemrondes.

## In Turijn
Frankrijk maakt net zoals andere jaren deel uit van de Big 5. Het land trad aan als zesde, na Zwitserland, en voor Noorwegen. Op het einde van de finale bleek Frankrijk als 24ste 
te zijn geëindigd met slechts 17 punten.
1956 · 1957 · 1958 · 1959 · 1960 · 1961 · 1962 · 1963 · 1964 · 1965 · 1966 · 1967 · 1968 · 1969 · 1970 · 1971 · 1972 · 1973 · 1974 · 1975 · 1976 · 1977 · 1978 · 1979 · 1980 · 1981 · 1982 · 1983 · 1984 · 1985 · 1986 · 1987 · 1988 · 1989 · 1990 · 1991 · 1992 · 1993 · 1994 · 1995 · 1996 · 1997 · 1998 · 1999 · 2000 · 2001 · 2002 · 2003 · 2004 · 2005 · 2006 · 2007 · 2008 · 2009 · 2010 · 2011 · 2012 · 2013 · 2014 · 2015 · 2016 · 2017 · 2018 · 2019 · 2020 · 2021 · 2022 · 2023 · 2024 · 2025
Albanië · Armenië · Australië · Azerbeidzjan · België · Bulgarije · Cyprus · Denemarken · Duitsland · Estland · Finland · Frankrijk · Georgië · Griekenland · Ierland · IJsland · Israël · Italië · Kroatië · Letland · Litouwen · Malta · Moldavië · Montenegro · Nederland · Noord-Macedonië · Noorwegen · Oekraïne · Oostenrijk · Polen · Portugal · Roemenië · San Marino · Servië · Slovenië · Spanje · Tsjechië · Verenigd Koninkrijk · Zweden · Zwitserland